# Léonie d'Aunet
Pour les articles homonymes, voir Léonie.
Léonie Thévenot d’Aunet, née à Paris en 1820 et morte dans le 1er arrondissement de Paris le 21 mars 1879, est une romancière, nouvelliste, dramaturge et exploratrice française.

## Biographie
Elle naît en 1820, fille d’Henriette-Joséphine d’Orémieulx et de Auguste-François-Michel Thévenot d’Aunet, chef d’escadron originaire de Québec.

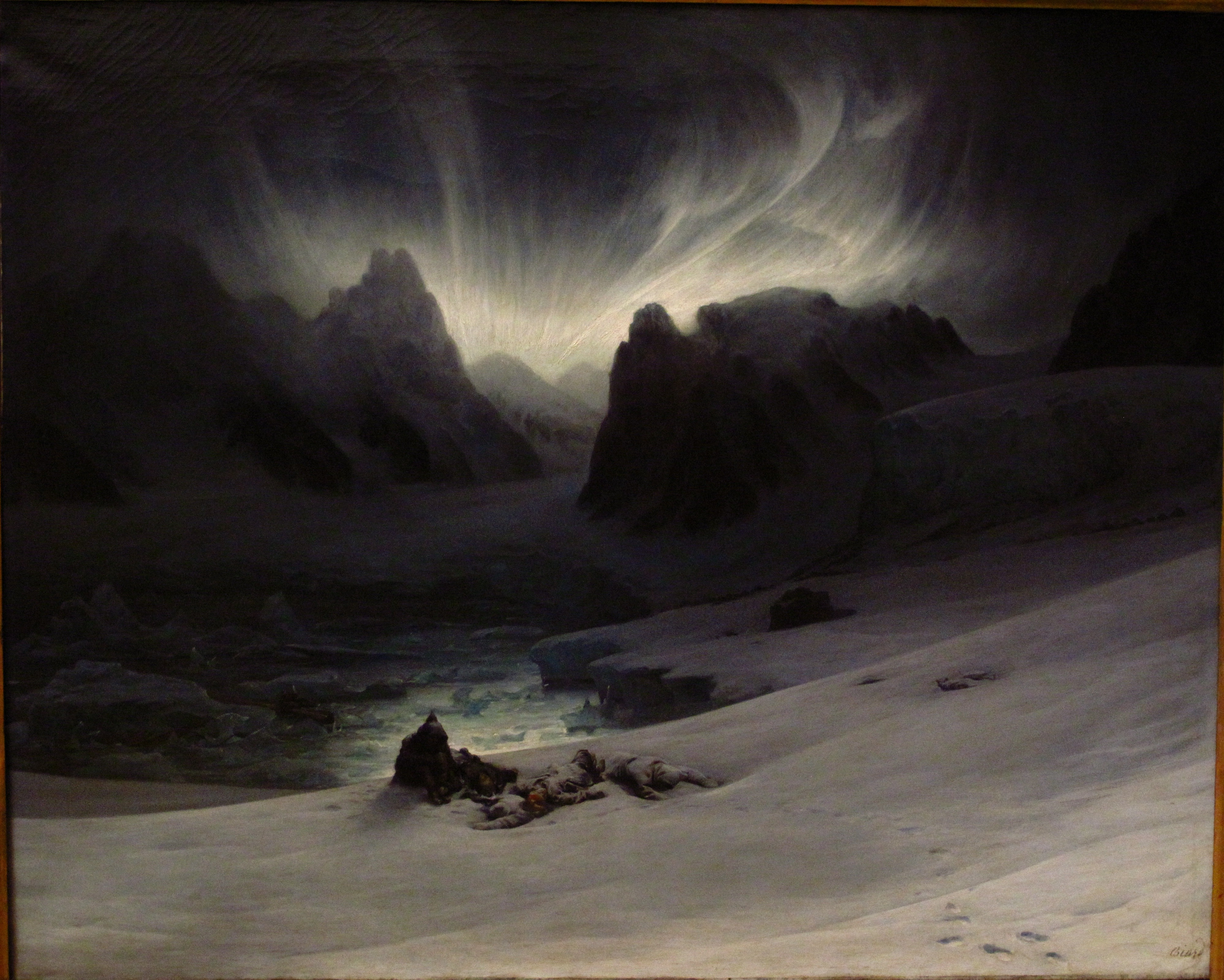
Au nord du Spitzberg, par François Biard, 1840, musée du Louvre.

Léonie d’Aunet est éduquée à l’Institution Fauvel, puis mariée à Paris, le 23 juillet 1840, au peintre François-Auguste Biard. Lorsque son futur mari est engagé dans l’expédition scientifique au Spitzberg (1838-1839), montée pour explorer l’océan Arctique à bord de la corvette La Recherche, sous la direction de Joseph Paul Gaimard, elle défie l’opposition unanime qu’elle rencontre, en annonçant sa résolution de l’accompagner. Elle traverse avec lui la Belgique, la Hollande, la Norvège avant de quitter Hammerfest, la ville la plus septentrionale de Scandinavie, pour aborder, après plusieurs semaines, le Spitzberg. Son début dans les lettres est la publication, sous forme de feuilleton dans la Revue de Paris, de la relation de cette expédition scientifique aux régions boréales, qu’aucune femme n’a entreprise avant elle.
À l’automne 1843, elle rencontre, peut-être dans le salon de Fortunée Hamelin, Victor Hugo. Ils auront une liaison de sept ans qui ne s’interrompra qu’avec l’exil auquel le coup d'État du 2 décembre 1851 oblige le poète, liaison qui lui inspire de nombreuses poésies dont on trouve trace dans les Contemplations. A son commencement, cette relation redonne à Hugo le goût à la vie et le distrait du chagrin qu'il éprouve de la perte de sa fille Léopoldine. 
Si au début la romance de Léonie avec Victor Hugo était tolérée par son mari, tout change lorsqu’elle demande la séparation de corps en avril 1844. Dans le but de pouvoir la convaincre d’adultère, François-Auguste la fait suivre. Elle est surprise en flagrant délit le 5 juillet 1845 dans un hôtel du passage Saint-Roch. Le commissaire laisse partir Hugo, après quelque hésitation, lorsque ce dernier lui rappelle, entre autres, l'inviolabilité de son statut de pair de France, mais Léonie est arrêtée et emmenée à la prison Saint-Lazare.
Au bout de deux mois, elle est transférée au couvent des Dames de Saint Michel où Adèle Foucher qui, bien aise de voir une concurrente à Juliette Drouet, a pris son parti, vient lui rendre visite ; de son côté, le roi Louis-Philippe Ier aurait attribué une commande à Biard pour calmer son courroux. Le 10 septembre 1845, Léonie entre au couvent des Augustines où elle reste environ six mois.
Une fois libérée, elle fait de fréquentes visites au domicile d’Hugo. Adèle Foucher l’aide, en échange de conseils vestimentaires et de décoration intérieure, à lancer sa carrière littéraire. Certains ont même affirmé que la majeure partie de ses livres était due à Victor Hugo lui-même. 
En 1851, lorsque Hugo part en exil, Adèle la dissuadera de l’y rejoindre, mais leur correspondance ne s’interrompra pas, et le poète, à qui est revenue la charge des enfants de Léonie après sa séparation de corps, lui enverra régulièrement de l’argent jusqu’à sa mort.
Entrée dans la carrière littéraire sous son nom de naissance, après sa séparation judiciaire de son mari en 1855, elle commence par publier, en livre chez Hachette, le récit de son voyage au Spitzberg sous le titre de Voyage d’une femme au Spitzberg. Cet ouvrage est suivi du Mariage en Province (1856), publié dans La Presse ; Une Vengeance (1857), Étiennette, Silvère, Le Secret (1859), L’Héritage du marquis d’Elsigny (1863), tous publiés dans la Bibliothèque des Chemins de fer chez Hachette, et qui lui valent une place distinguée dans les lettres.
Léonie d’Aunet s’est également consacrée au théâtre en donnant le 30 janvier 1856 au théâtre de la Porte-Saint-Martin le drame Jane Osborn, interprété par Lucie Mabire. Elle a également publié des feuilletons dans Le Siècle, Le Courrier de Paris, le Journal pour tous, tenu des rubriques au journal L'Événement et assuré la chronique de mode à la revue Les Modes parisiennes sous le pseudonyme de « Thérèse de Blaru ».
Léonie meurt en mars 1879, âgée de cinquante-huit ans. 
Elle  laisse deux enfants : un fils, connu sous le nom de Biard d’Aunet, qui épouse Mlle de Lestang-Parade, et une fille, Marie Biard, qui porte en littérature le pseudonyme d’« Étincelle » et qui épouse successivement le vicomte de Peyronny et le baron Double de Saint-Lambert.

## Œuvres
- Une place à la cour, comédie en 1 acte, Poissy, Arbieu, 1854.
- Voyage d’une femme au Spitzberg, Paris, Hachette, 1872 (4e édition ; 1re édition 1854)    (Wikisource) — Réédité aux Éditions 2, 3 choses en 2023.

édition critique :Voyage d'une femme au Spitzberg, édition critique d'Alessandra Orlandini Carcreff, Aix-en-Provence, Presses universitaires de Provence, coll. "Textuelles", 2022.
- Jane Osborn, drame en quatre actes, Paris, A. Taride, 1855.
- Un mariage en province, Paris, W. Gerhard, 1856.
- Étiennette ; Silvère ; Le Secret, nouvelles, Paris, L. Hachette, 1859.
- L’Héritage du marquis d’Elvigny. Les Deux Légendes d’Hardenstein, Paris, L. Hachette, 1863.
- Une vengeance, Paris, Hachette, 1857.